# Purrkur Pillnikk
Purrkur Pillnikk es una legendaria banda de rock islandesa de la era post punk. La banda existió durante 18 meses (1981-1983) y durante ese tiempo estuvo muy activa, tanto que llegaron a sacar dos LP. Miembros de la banda se encontrarían más tarde en KUKL, o en The Sugarcubes en el año 1986. Los componentes de la banda eran: Ásgeir R. Bragason, Bragi Ólafsson, Einar Örn Benediktsson y Friðrik Erlingsson. Los tres últimos formaron el sello discográfico Smekkleysa/Bad Taste en Reikiavik con algunos amigos y fueron también miembros de la banda The Sugarcubes.